# 2020 UA
2020 UAとは、2020年10月21日02:00（UTC）に地球から 46,100 km (28,600 mi) の距離以内を通過した地球近傍小惑星である。直径は 5メートル (16 ft) ～ 12メートル (39 ft)である。